# Бішнупур
Бішнупур (англ. Bishnupur) — містечко у Північно-Східній Індії, адміністративний центр округу Бішнупур індійського штату Маніпур.

## Географія
Розташований у західній частині штату, на південний захід від столиці — Імпхала.

### Клімат
Містечко знаходиться у зоні, котра характеризується вологим субтропічним кліматом. Найтепліший місяць — вересень із середньою температурою 22.4 °C (72.3 °F). Найхолодніший місяць — січень, із середньою температурою 13.4 °С (56.1 °F).
| Клімат Бішнупура        | Клімат Бішнупура | Клімат Бішнупура | Клімат Бішнупура | Клімат Бішнупура | Клімат Бішнупура | Клімат Бішнупура | Клімат Бішнупура | Клімат Бішнупура | Клімат Бішнупура | Клімат Бішнупура | Клімат Бішнупура | Клімат Бішнупура | Клімат Бішнупура |
| Показник                | Січ.             | Лют.             | Бер.             | Квіт.            | Трав.            | Черв.            | Лип.             | Серп.            | Вер.             | Жовт.            | Лист.            | Груд.            | Рік              |
| Середній максимум, °C   | 19,6             | 21,1             | 24,6             | 25,8             | 25,8             | 25               | 25,2             | 25,1             | 25,7             | 25               | 22,6             | 20,2             | 23,8             |
| Середня температура, °C | 13,4             | 14,8             | 18,6             | 20,7             | 21,6             | 22               | 22,3             | 22,1             | 22,4             | 21               | 17,7             | 14,6             | 19,3             |
| Середній мінімум, °C    | 7,2              | 8,6              | 12,7             | 15,6             | 17,3             | 18,9             | 19,5             | 19,2             | 19,1             | 17,1             | 12,9             | 9,1              | 14,8             |
| Норма опадів, мм        | 12.4             | 35.8             | 92.3             | 194.2            | 336              | 602.7            | 530.6            | 429.5            | 298.5            | 199.6            | 49.3             | 9.2              | 2790.1           |
| ----------------------- | ---------------- | ---------------- | ---------------- | ---------------- | ---------------- | ---------------- | ---------------- | ---------------- | ---------------- | ---------------- | ---------------- | ---------------- | ---------------- |
| Джерело: Weatherbase    |                  |                  |                  |                  |                  |                  |                  |                  |                  |                  |                  |                  |                  |